# バッグタグ

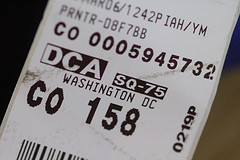
ロナルド・レーガン・ワシントン・ナショナル空港を示す手荷物タグに印刷されたIATA空港コードの例。

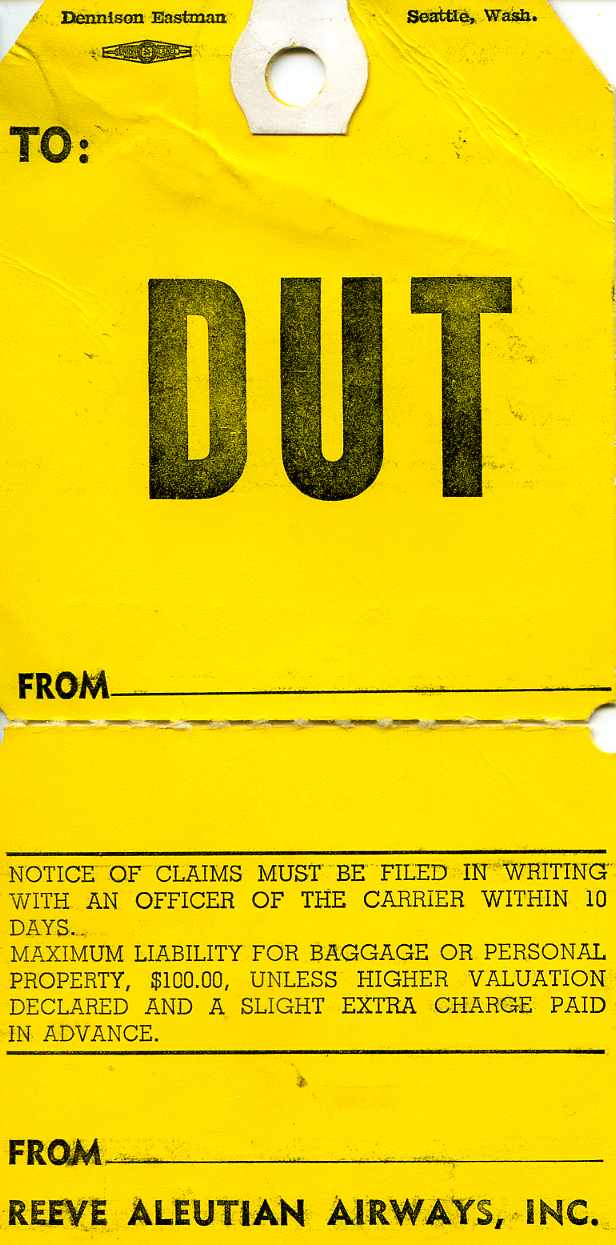
リーブ・アリューシャン航空の ウナラスカ空港へのフライトのバッグタグ（1972年）

バッグタグ（英語: bag tag）は、手荷物タグ、手荷物チェック、手荷物チケットなどとも呼ばれる。主に航空会社で、受託手荷物を最終目的地に送るために使用され、通常、乗客に半券やレシートタイプが手渡されるか、チケットの封筒に添付される。近年、出発ロビーに設置されているタグ発券機でタグレシートを受け取れる空港が増えている。
現在使用しているバッグタグのバーコードは途中で情報の書き込みや、バーコードの印刷不良、不明瞭化、その他の原因で読み取り出来ないなどの問題のため、一部の航空会社ではICチップとアンテナを内蔵させたRFIDタグが普及しており、手荷物の追跡が容易に行われる様になっている。
1. 乗客が目的地の手荷物カルーセルで類似の手荷物の中から自分の手荷物を識別できるようにするため。
2. 乗客が手荷物受取所から他人の手荷物を持ち出していないことの証明として（いくつかの空港ではまだ要求されている。）
3. 乗客が空港で受け取ることができない手荷物を特定し、追跡するための手段として。航空会社の責任は、公表された料金表および国際協定に制限されている。

## バッグタグに印刷されている主な情報
- 荷物番号
- 航空券番号
- 乗客の氏名
- 出発空港の名前
- 到着空港の名前
- IATA空港コード
- 航空会社コード
- 便名
- 出発時刻
- 受託個数
- 経由地など